# 聖地亞哥德圖納區
11°59′06″S 76°31′39″W / 11.98500°S 76.52750°W
聖地亞哥德圖納區（西班牙語：Distrito de Santiago de Tuna），是秘魯的一個區，位於該國中南部利馬大區的瓦羅奇里省，始建於1943年12月31日，面積54.3平方公里，海拔高度2,902米，2005年人口470，人口密度每平方公里8.7人。